# Nora Aunor
Nora Aunor, nome d'arte di Nora Cabaltera Villamayor (Iriga, 21 maggio 1953 – Pasig, 16 aprile 2025), è stata un'attrice, cantante e produttrice cinematografica filippina.

## Biografia
Tra le più note attrici della sua generazione e con una carriera di oltre quarant'anni alle proprie spalle, venne soprannominata la "Superstar" del cinema filippino o "l'artista nazionale del popolo". La rivista The Hollywood Reporter inoltre la soprannominò la "Grande Dama del cinema filippino" per la sua interpretazione nel film Taklub.
Iniziò la sua carriera nel mondo dell'intrattenimento come cantante, dopo aver vinto un concorso canoro. Successivamente debuttò come attrice nel film All Over the World (1967), oltre ad apparire in diverse pellicole prodotte dalla Vera-Perez Pictures e dalla United Brothers Production. Accrebbe poi notevolmente la sua popolarità grazie alle sue interpretazioni nei film Tatlong taong walang Diyos (1976), Himala (1982), Bona (1980), The Flor Contemplacion Story (1995) e Thy Womb (2012), i quali le valsero numerose nomination in mostre cinematografiche locali ed internazionali.
Ricevette un totale di 17 nominazioni ai FAMAS Award e venne inclusa nella "Hall of Fame" della competizione dopo aver vinto il premio di "miglior attrice" in cinque occasioni. Fu inoltre l'attrice con più nominazioni (18) ai Gawad Urian Awards. Ricevette anche riconoscimenti ai PMPC Star Awards ed al Metro Manila Film Festival. Fu inoltre tra le poche attrici asiatiche ad essere stata nominata "miglior attrice" in tre festival cinematografici della regione: gli Asia Pacific Screen Awards (APSA), l'Asia Pacific Film Festival (APFF) e gli Asian Film Awards (AFA).